# Glanville
Glanville é uma comuna francesa na região administrativa da Normandia, no departamento de Calvados. Estende-se por uma área de 6,43 km². Em 2010 a comuna tinha 185 habitantes (densidade: 28,8 hab./km²).